# プログレスM-63
プログレスM-63（Progress M-63）は2008年2月5日に打ち上げられたプログレス補給船。国際宇宙ステーションへの補給活動に使用され、バージョンはProgress-M 11F615A55、シリアル番号は363。NASAによる名称はプログレス28（Progress 28 略称: 28P）。

## 飛行記録
2008年2月5日13時2分（GMT、以下同）、バイコヌール宇宙基地のSite 1/5からソユーズ-Uロケットによって打ち上げられた。2月7日14時38分にピアースとドッキングし、推進剤（528.5kg）、酸素および空気（46kg）、水（約419.5kg）、ドライカーゴ（1326.6kg）など計2,326kgをISSに補給した。
ドッキングの際は普段通りクルス自動ドッキングシステムが使用されたが、毎回準備しているが、万が一のトラブルに備えてユーリ・マレンチェンコ宇宙飛行士がTORUバックアップ手動システムを使用して誘導するために待機していた。
2か月後の4月7日8時49分にドッキングを解除し、同日11時50分に軌道を離脱した。太平洋上空で大気圏再突入を果たし、およそ12時36分に燃え尽きなかった機体の一部は海上に落下した。